# Grandvilliers, Eure
Grandvilliers är en kommun i departementet Eure i regionen Normandie i norra Frankrike. Kommunen ligger i kantonen Damville som tillhör arrondissementet Évreux. År 2018 hade Grandvilliers 326 invånare.

## Befolkningsutveckling
Antalet invånare i kommunen Grandvilliers
Referens:INSEE